# بوركية إفريقية
بوركية أفريقية (الاسم العلمي:Burkea africana) هي نوع من النباتات تتبع جنس البوركية من الفصيلة البقولية.